# Tanaquil Le Clercq
Tanaquil Le Clercq (/lɛkˈlɛər/) (Parigi, 2 ottobre 1929 – Manhattan, 31 dicembre 2000) è stata una ballerina francese naturalizzata statunitense, ballerina principale con il New York City Ballet. La sua carriera di ballerina terminò bruscamente quando fu colpita dalla polio a Copenaghen durante il tour europeo della compagnia nel 1956. Alla fine riacquistò la maggior parte dell'uso delle braccia e del busto, ma rimase paralizzata dalla vita in giù per il resto della sua vita.

## Biografia
Le Clercq era figlia di Jacques Le Clercq, intellettuale francese, nonché insegnante di francese al Queens College (1950) e sua moglie americana, Edith (nata Whittemore). Tanaquil ha studiato danza classica con Mikhail Mordkin prima dell'audizione alla School of American Ballet nel 1941, dove vinse una borsa di studio quell'anno.
Quando aveva quindici anni, George Balanchine le chiese di esibirsi con lui in un ballo che coreografò per un'opera di beneficenza a favore della poliomielite. In un inquietante presagio di cose a venire, interpretò un personaggio di nome Polio, e Le Clercq era la sua vittima che divenne paralizzata e cadde a terra. Quindi i bambini lanciavano delle monetine addosso al suo personaggio, spingendola a rialzarsi e danzare di nuovo.
Durante l'incarico di Le Clercq con la compagnia, Balanchine, Jerome Robbins e Merce Cunningham hanno tutti creato ruoli per lei. Anni dopo, dopo essere stata colpita dalla poliomielite, riemerse come insegnante di danza e, come ricordava uno studente, "usava le mani e le braccia come gambe e piedi". La vita e la carriera della Le Clercq sono raccontate nel documentario del 2013, Afternoon of a Faun: Tanaquil Le Clercq.

### Vita privata
Le Clercq fu la quarta ed ultima moglie (1952-1969) di George Balanchine, ma non fu la sua musa finale. Ottenne un rapido divorzio da lei per corteggiare Suzanne Farrell, che invece sposò un altro uomo, Paul Meja, prima che il divorzio di Balanchine fosse definito. Le Clercq era in realtà la quinta moglie di Balanchine, poiché Alexandra Danilova era considerata la sua seconda moglie (per il "common law"). Le Clercq morì di polmonite all'ospedale di New York all'età di 71 anni.

## Libri pubblicati
- Tanaquil Le Clercq, Mourka: The Autobiography of a Cat, New York, Stein and Day, 1964.
- Tanaquil Le Clercq, The Ballet Cook Book, New York, Stein and Day, 1966.